# Knotenkomplement
In der Knotentheorie, einem Teilgebiet der Mathematik, ist das Knotenkomplement der nach Entfernen eines Knotens aus der 3-Sphäre verbleibende Raum.

## Definition

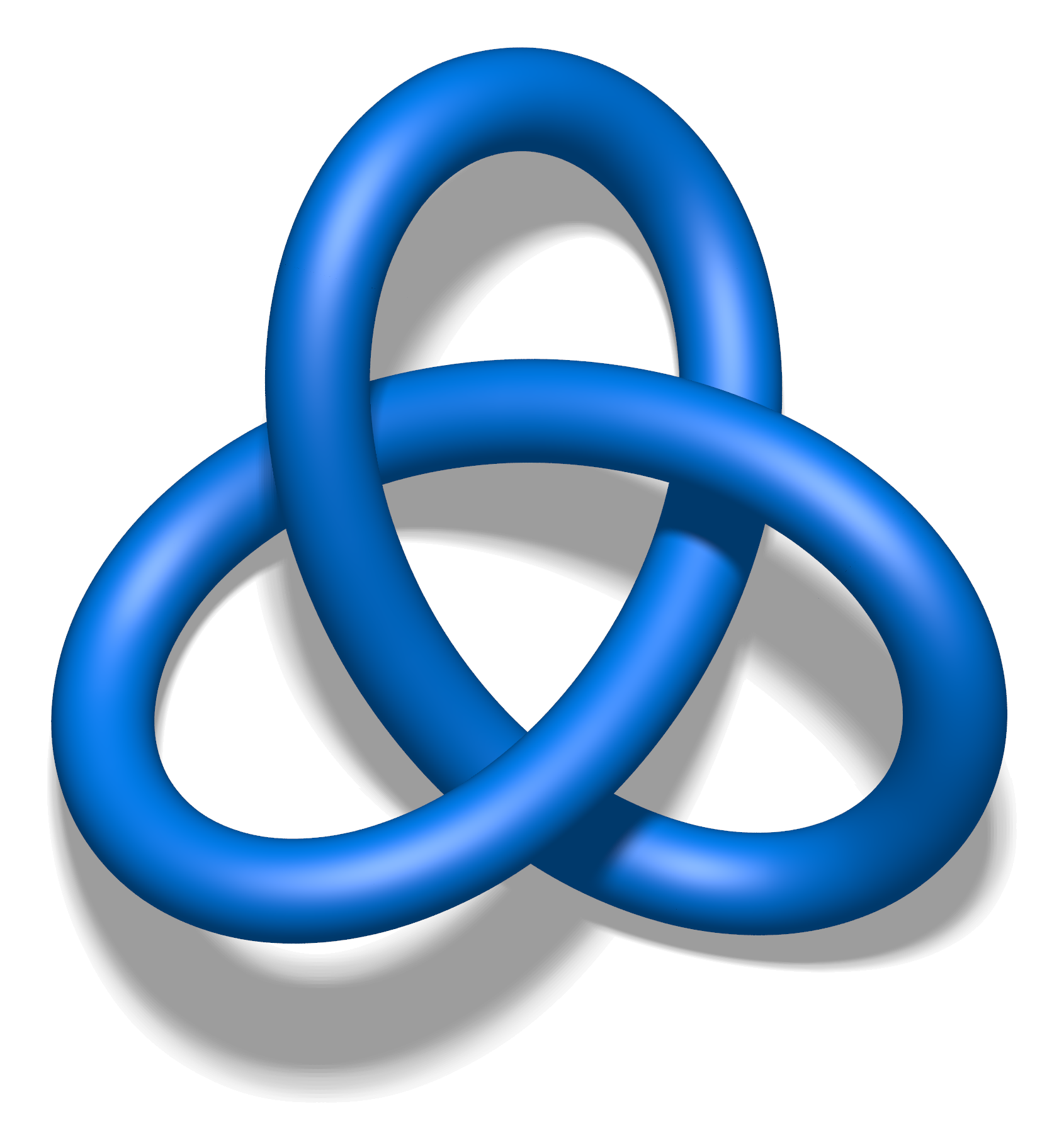
Kleeblattschlinge

Es sei {\displaystyle K\subset S^{3}} ein Knoten. (Der Fall von Knoten im euklidischen Raum {\displaystyle \mathbb {R} ^{3}} lässt sich auf den ersten Fall zurückführen, indem man die Einpunktkompaktifizierung {\displaystyle (\mathbb {R} ^{3})^{*}=S^{3}} betrachtet.) Das Komplement des Knotens {\displaystyle K} ist dann die offene Mannigfaltigkeit {\displaystyle S^{3}\setminus K}.
Häufig betrachtet man statt der offenen Mannigfaltigkeit {\displaystyle S^{3}\setminus K} auch die wie folgt konstruierte Mannigfaltigkeit mit Rand. Sei {\displaystyle N(K)} eine Tubenumgebung von {\displaystyle K}, also homöomorph zum Volltorus. Dann ist
{\displaystyle X_{K}=S^{3}\setminus int(N(K))}
eine kompakte 3-Mannigfaltigkeit, deren Rand ein Torus ist.   
Analog kann man das Komplement von Verschlingungen definieren.

## Invarianten
Die Fundamentalgruppe des Knotenkomplements ist die Knotengruppe, sie kann mit dem Wirtinger-Algorithmus präsentiert werden. Für Primknoten wird das Knotenkomplement durch die Knotengruppe eindeutig bestimmt.
Die Homologiegruppen des Knotenkomplements hängen nicht vom Knoten ab, es gilt 
{\displaystyle H_{0}(X_{K})=\mathbb {Z} ,\;H_{1}(X_{K})=\mathbb {Z} ,\;H_{2}(X_{K})=0,\;H_{3}(X_{K})=0}.
(Weil {\displaystyle X_{K}} und {\displaystyle S^{3}\setminus K} homotopieäquivalent sind, hängen diese Invarianten nicht davon ab, welche der beiden obigen Definitionen verwendet wird.)

## Satz von Gordon-Luecke
Ein von Gordon und Luecke bewiesener Satz besagt, dass Knoten durch ihr Komplement eindeutig bestimmt sind: Wenn {\displaystyle S^{3}\setminus K_{1}} homöomorph zu {\displaystyle S^{3}\setminus K_{2}} ist, dann sind die Knoten {\displaystyle K_{1}} und {\displaystyle K_{2}} isotop. Die entsprechende Aussage für Verschlingungen trifft nicht zu.